# Шлапак, Александр Витальевич
Александр Витальевич Шлапак (укр. Олександр Віталійович Шлапак; род. 1 января 1960, Иркутск) — украинский политический деятель, экономист. Министр экономики Украины (2001—2002). С 27 февраля по 2 декабря 2014 года министр финансов Украины.
Государственный служащий 1-го ранга (с января 2003).
Заслуженный экономист Украины (февраль 2008).

## Биография
Образование.
В 1982 году окончил факультет автоматики Львовского политехнического института по специальности «Автоматизированные системы управления», получив квалификацию инженера-системотехника. В 2009 году — Украинский государственный университет финансов и международной торговли по специальности «Международная экономика» и получил квалификацию магистра по международной экономике.
С 2013 года кандидат экономических наук.
- 1977—1982 — студент Львовского политехнического института.
- 1982—1984 — инженер-программист Львовского политехнического института.
- 1984—1990 — секретарь комитета комсомола Львовского политехнического института; заведующий отделом комсомольских организаций Львовского обкома ЛКСМУ; заведующий отделом студенческой молодёжи ЦК ЛКСМУ, первый секретарь Львовского горкома ЛКСМУ, первый секретарь Львовского обкома ЛКСМУ.
- 1990—1993 — председатель областного совета Демократического союза молодёжи Львовщины.
- 1993—1998 — директор Львовского филиала, директор Западного главного управления, заместитель председателя совета КБ «Приватбанк».
- 1998—2000 — руководитель группы советников Вице-премьер-министра Украины по вопросам экономики.
- Февраль 2000 — июль 2001 — заместитель Министра экономики Украины[3][4].
- Июль 2001 — август 2001 — Министр экономики Украины[5][6].
- Август 2001 — ноябрь 2002 — Министр экономики и по вопросам европейской интеграции Украины[7][8].
- Январь 2003 — февраль 2005 — заместитель Председателя Национального банка Украины.
- Октябрь 2005 — август 2006 — Председатель Государственного казначейства Украины.
- Ноябрь 2006 — март 2007 — руководитель Главной службы социально-экономического развития Секретариата Президента Украины.
- Март 2007 — февраль 2010 — первый заместитель Главы Секретариата Президента Украины — представитель Президента в Кабинете Министров Украины[9][10].
- 2010—2014 — вице-президент ООО «ИМГ интернешнл холдинг компани».
- 26 февраля 2014 — Майдан предлагает Верховной Раде кандидатуру Шлапака на пост министра финансов Украины.
- С 27 февраля 2014 до 2 декабря 2014 года — Министр финансов Украины в правительстве Арсения Яценюка
- C 22 декабря 2016 до 24 июля 2017 — Председатель Правления ПриватБанка.

Награждён орденами «За заслуги» III степени (март 2004), князя Ярослава Мудрого V степени (январь 2010).